# Melita Pivec Stele
Melita Pivec - Stele (tudi Melitta), slovenska knjižničarka in zgodovinarka, * 9. marec 1894, Dunaj, † 15. oktober 1973, Ljubljana.

## Življenje
Rodila se je na Dunaju leta 1894. Njen oče Rupert je bil po poklicu mornar in zaradi njegovega dela je družina nekaj časa živela na Dunaju, nekaj pa v Pulju. Mati ji je bila Ana (rojena Huber). Melitino šolanje je potekalo v obeh krajih. Med letoma 1905 in 1909 je obiskovala meščansko šolo v Pulju, licej pa med letoma 1909 in 1912. Kot izredna študentka je študirala na Filozofski fakulteti na Univerze na Dunaju . Zasebno se je učila še latinščino in matematiko, da bi lahko opravila splošno maturo, ki bi ji omogočila redni študij. Maturo je opravila leta 1916, leta 1919 pa je doktorirala iz zgodovine.
Od leta 1920 je opravljala službo bibliotekarke v Narodni in univerzitetni knjižnici v Ljubljani, istega leta pa opravila še profesorski izpit iz zgodovine, vendar se ni odločila za pedagoški poklic, ampak za bibliotekarsko delo. Med letoma 1922 in 1923 se je kot štipendistka francoskega komiteja v Parizu specializirala za gospodarsko zgodovino pri profesorju Eisenmannu Hauserju. Leta 1924 ji je drugo bivanje v Parizu omogočil francoski prosvetni minister. 
Po vrnitvi v Ljubljano, je bila imenovana za knjižnično asistentko, svojo specializacijo v gospodarski zgodovini pa je še nadaljevala. Leta 1931 je na Sorboni v Parizu opravila še svoj drugi doktorat, ki še danes velja za temeljno delo o gospodarskem življenju v dobi Ilirskih provinc. 
Leta se je 1924 poročila z znanstvenikom, predavateljem in umetnostnim zgodovinarjem Francetom Stelétom. V zakonu sta se jima rodila dva otroka, fotograf France in hči Melita Stele Možina, umetnostna zgodovinarka (v Moderni galeriji).

## Delo
Med letoma 1920 in 1950 je službovala v Narodni in univerzitetni knjižnici. Tam se je takoj lotila prilagajanja stare knjižnice potrebam novo ustanovljene univerze, kasneje pa še slovenske nacionalne knjižnice. Aktivno je delovala v izpopolnjevanju knjižničnih fondov po prvi svetovni vojni in nadomeščanju med drugo svetovno vojno pogorelih fondov. Sodelovala je pri pridobivanju in strokovni obdelavi časnikov in časopisov kot vodja katalogizacije knjižnega gradiva in pri načrtovanju nove zgradbe za univerzitetno knjižnico ter obnovi med vojno poškodovane čitalnice. V času med obema vojnama je pisala o dvojni funkciji svoje knjižnice, tako univerzitetni, kot narodni. Kot bibliograf je spremljala in analizirala slovensko tiskarsko in založniško produkcijo, kritično vrednotila in zbirala gradivo za slovensko tekočo in retrospektivno zgodovinsko bibliografijo in sodelovala pri mednarodni bibliografiji tiskov 16. stoletja. Bila je med prvimi, ki so pisali o strokovni usposobljenosti za knjižničarsko delo, sodelovala je kot predavateljica na strokovnih knjižničarskih tečajih in pripravila skripta o zgodovinskem razvoju slovanskih in slovenskih knjižnic. Po upokojitvi je delovala kot znanstvena svetovalka na SAZU, kjer je delala predvsem na centralnem katalogu tujih zgodovinskih del in sestavljala slovensko zgodovinsko retrospektivno bibliografijo.
Kot zgodovinarka je raziskovala obdobje francoskih Ilirskih provinc. Pisala pa je tudi o samostanskih in drugih srednjeveških knjižnicah v Sloveniji, o razvoju knjižničarstva, knjigarstva in tiskarstva in o razvoju slovenske knjižničarske strokovne organizacije.
Bila je zelo aktivna v družbenem življenju. Močno se je zavzemala za pravice žensk, saj je tudi sama občutila razlikovanje med popolnoma enako izobraženimi in usposobljenimi moškimi in ženskami. Bila je odbornica Jugoslovanske dijaške zveze, delovala je kot članica Rešnje vojske proti alkoholu, bila je odbornica Orlov, tajnica katoliškega starešinstva, pa tudi tajnica Zveze duševnih delavcev iz sekcije za Slovenijo.

## Nagrade, priznanja in odlikovanja
Društvo bibliotekarjev Slovenije ji je za zasluge knjižničarstva podelilo Čopovo diplomo, med drugo svetovno vojno pa jo je francoska vlada odlikovala z redom akademskih palm za poglabljanje kulturnih stikov med Francijo in Jugoslavijo. 

## Pomembna dela
- Melitta Pivec Stele, La vie économique des Provinces Illyriennes : (1809-1813) : suivi d'une bibliographie critique. Paris, 1930.
- Bibliotekarstvo Slovenije. V: Prvi kongres bibliotekara FNRJ : održan u Ljubljani 23.-25. septembra 1949. Beograd, 1950
- Obnova čitalnice Narodne in univerzitetne knjižnice v Ljubljani : nekaj statistike. Zgodovinski časopis 1952/53, str. 798-801
- Bibliografija tiskov 16. stoletja. Knjižnica 4 (1960)1/4, str. 111
- Ljubljanska licealna biblioteka v dobi Ilirskih provinc (1809-1813). V: Zbornik Narodne in univerzitetne knjižnice l. Ljubljana, 1974. str. 49-54